# Sir Seewoosagur Ramgoolam Botanical Garden

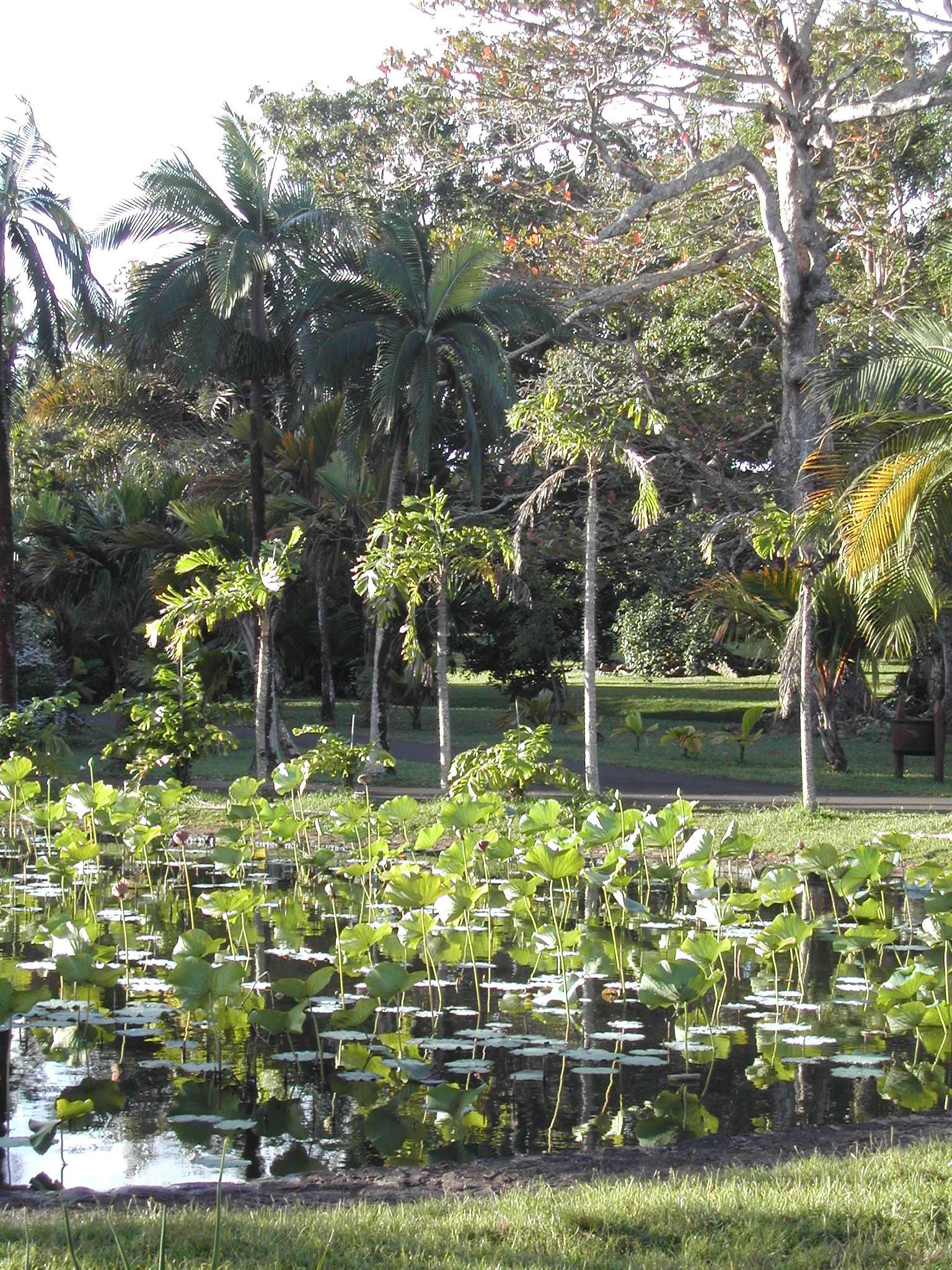
Beispielhafte Ansicht

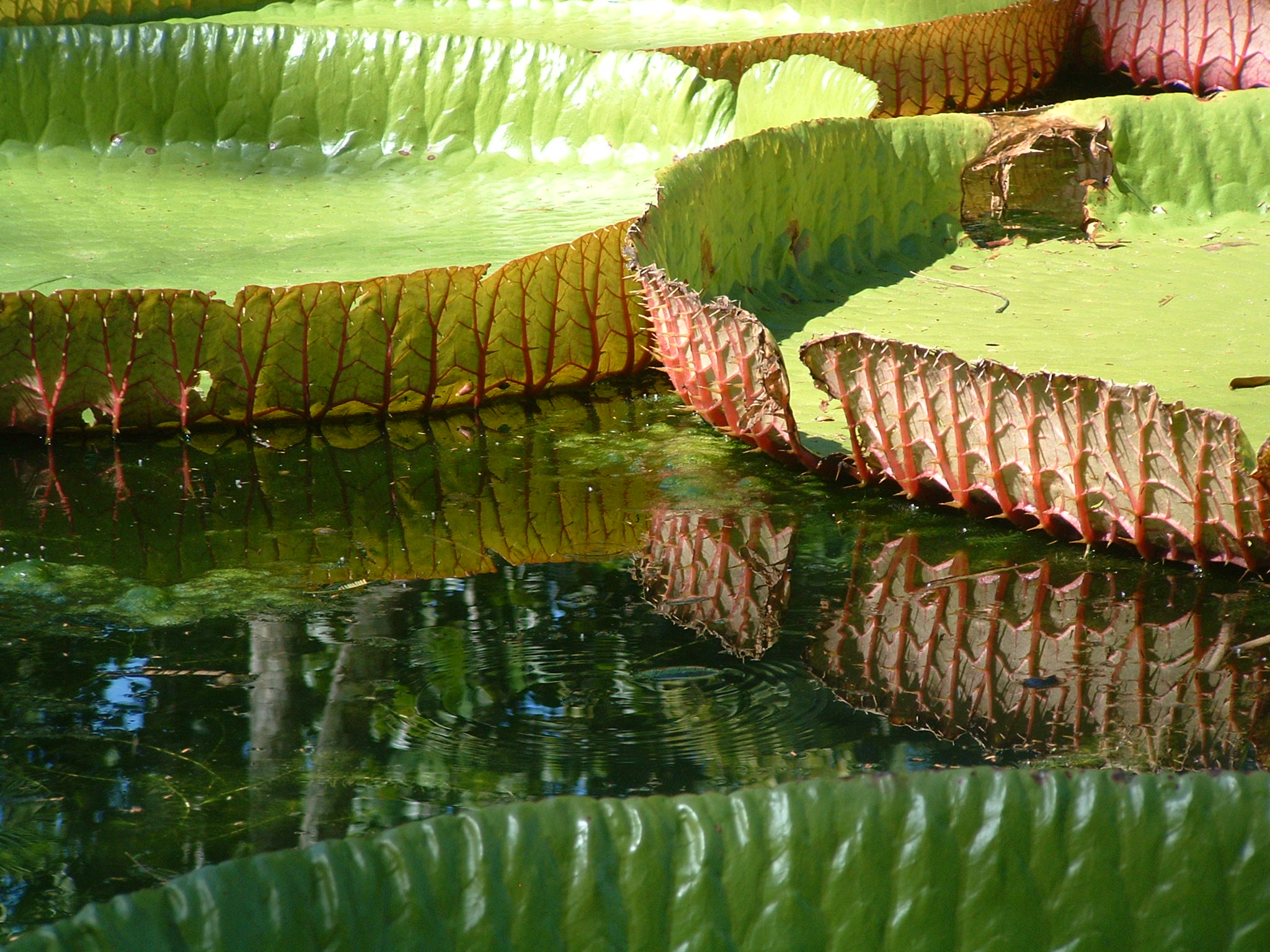
Seerose Victoria Regia

Der Sir Seewoosagur Ramgoolam Botanical Garden, abgekürzt SSR Botanical Garden, oder auch Pamplemousses Botanical Garden, ist ein botanischer Garten und eine Touristenattraktion in der Nähe des Ortes Pamplemousses acht Kilometer nördlich von Port Louis im afrikanischen Inselstaat Mauritius. Er wurde nach dem Politiker Seewoosagur Ramgoolam, der Mauritius in die Unabhängigkeit führte, benannt.

## Geschichte
Das Gelände war ursprünglich im Besitz von Pierre Barmond, der es am 8. Juni 1729 erworben hatte und ihm den Namen Mon Plaisir (deutsch: „meine Freude“) gab. 1735 erwarb Mahé de Labourdonnais das Gelände und baute zuerst darauf Gewürze an.  
Ein anderer Franzose, Francois Etienne Le Juge, der später Kommandant des Bezirks Pamplemousses wurde, erwarb 1750 Ländereien in Pamplemousses. Er brachte von einer Reise in den Senegal verschiedene Pflanzen mit. 1863 wuchsen auf seinem Anwesen mehr als 800 Pflanzen von mehr als 50 Arten.
Der eigentliche Schöpfer des Gartens war Pierre Poivre, ein französischer Physiokrat, Aufklärer, Gartenbaufachmann, und Intendant, intendant de l'île de France (Île Maurice) und wurde von im Jahre 1770 angelegt. Er importierte exotische Pflanzen und legte den Garten so an, wie er auch heute noch zu besichtigen ist. Am 12. Oktober 1772 verkaufte er den Park an die königliche Regierung, da er selbst nach Frankreich zurückkehrte.
Die Leitung des Parks übernahm der bekannte Botaniker Philibert Commerson, der 1768 in Begleitung des Grafen Louis Antoine de Bougainville die Insel erreichte. Der als „Vater der mauritischen Botanik“ Bezeichnete starb am 13. März 1773. Dessen Nachfolger, Jean Nicolas (de) Céré (1738–1810) stammte aus Mauritius und leitete den Park ab 1775. Er erweiterte und verschönerte die Parkanlage. 1825 bis 1829 leitete Charles Telfair den Park. Zu nennen ist auch der Direktor James Duncan, der den Park ab 1849 leitete.
Seit der Amtszeit de Gouverneurs René Magon trug der Park den Namen „Jardin des Plantes“ oder „Jardin du Roy“. Am 18. September 1988 erhielt er den heutigen Namen.

## Allgemeine Fakten
Der älteste botanische Garten in der Südlichen Hemisphäre umfasst eine Fläche von etwa 37 Hektar. Hiervon sind 26 Hektar zugänglich, die anderen Areale sind Anzucht- und Nutzflächen. 
Der Garten wurde vor allem durch seine riesigen Seerosen, Talipot-Palmen und Wasserlilien bekannt, aber er bietet auch eine große Anzahl an teils exotischen Gewürzen, Ebenholzbäumen, Zuckerrohr und 85 verschiedene Arten von Palmen von Zentralamerika, Asien, Afrika und anderen Inseln im Indischen Ozean. Einige der Bäume wurden von Staatsoberhäuptern als Geschenk nach Mauritius mitgebracht, darunter von Prinzessin Margaret, Indira Gandhi, François Mitterrand und Robert Mugabe.
In der Mitte des Parks findet sich darüber hinaus das Kolonialhaus Mon Plaisir, das unter Denkmalschutz steht und lediglich für Staatsempfänge geöffnet wird.
Im Park werden kostenpflichtige Führungen angeboten. Die Gebühren sind mit den Guides verhandelbar und variieren je nachdem, ob eine Einzelführung oder eine Gruppenführung gewünscht wird.

## Die Umfriedung
Die Umfriedung des Parks in viktorianischem Stil wurde 1868 errichtet und ist eine Schenkung von François Liénard de Lamivoye. Sie wurde auf der Great Exhibition 1862 ausgezeichnet.

## Der Riesenseerosen-Teich und der Lotus-Teich
Ende der 1930er Jahre wurde in der Mitte des Parks ein rechteckiger Teich für Riesenseerosen (Victoria amazonica) angelegt.
Leicht geschwungen ist der benachbarte Lotus-Teich. Er beherbergt die Indische Lotosblume (Nelumbo nucifera). 

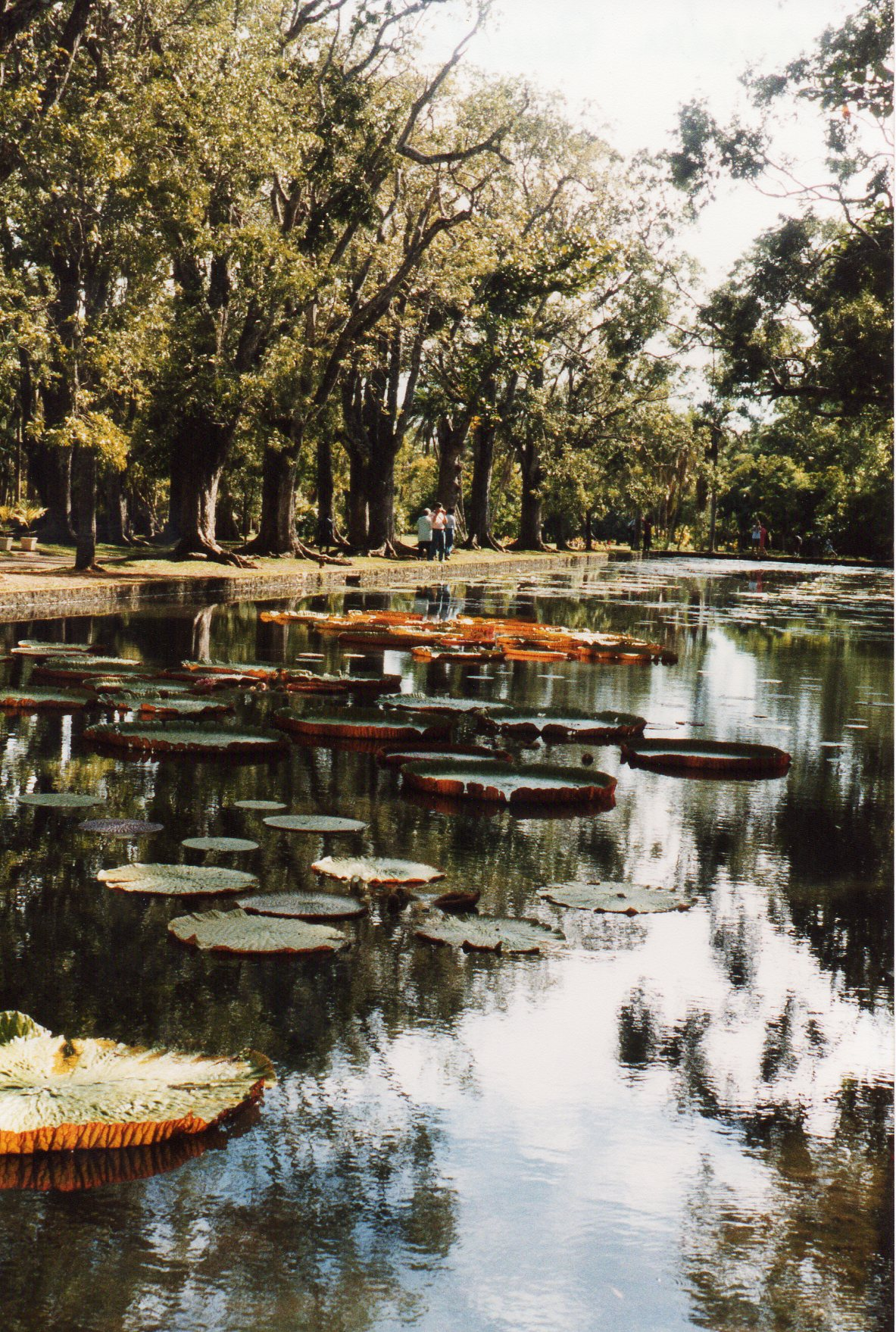
Riesenseerosen-Teich
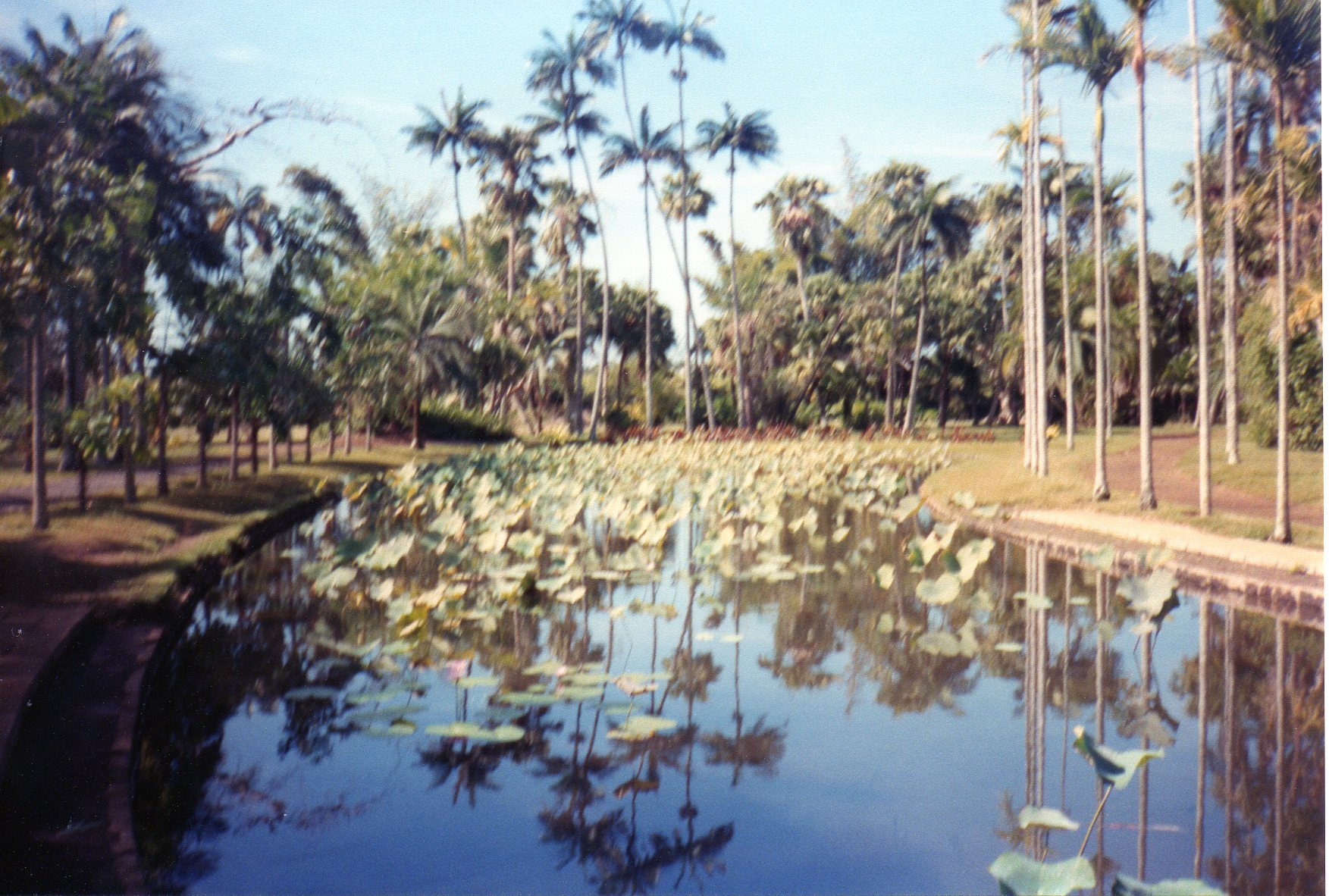
Lotus-Teich

## Denkmale

### Das Poivre-Denkmal
Das Poivre-Denkmal ist eine Bronzebüste auf einem rechteckigen Steinsockel. Es erinnert an Pierre Poivre.

### Das Liénard-Denkmal
François Liénard de Lamivoye (* 1782) war der Gründer des ersten Museums in Port Louis und spendete seine Sammlungen an die Société Royale des Arts et des Sciences in Mauritius. Aufgrund des Vorschlags des Präsidenten der Société Royale des Arts et des Sciences, de Cossigny, beschloss die Gesellschaft 1858 ein Denkmal für Liénard zu errichten. Das 1860 errichtete Denkmal auf der Hauptachse des Sir Seewoosagur Ramgoolam Botanical Garden ist ein weißer Obelisk.

### Das Samadhi Seewoosagur Ramgoolam
Nahe Mon Plaisir befindet sich das Samadhi für Seewoosagur Ramgoolam.

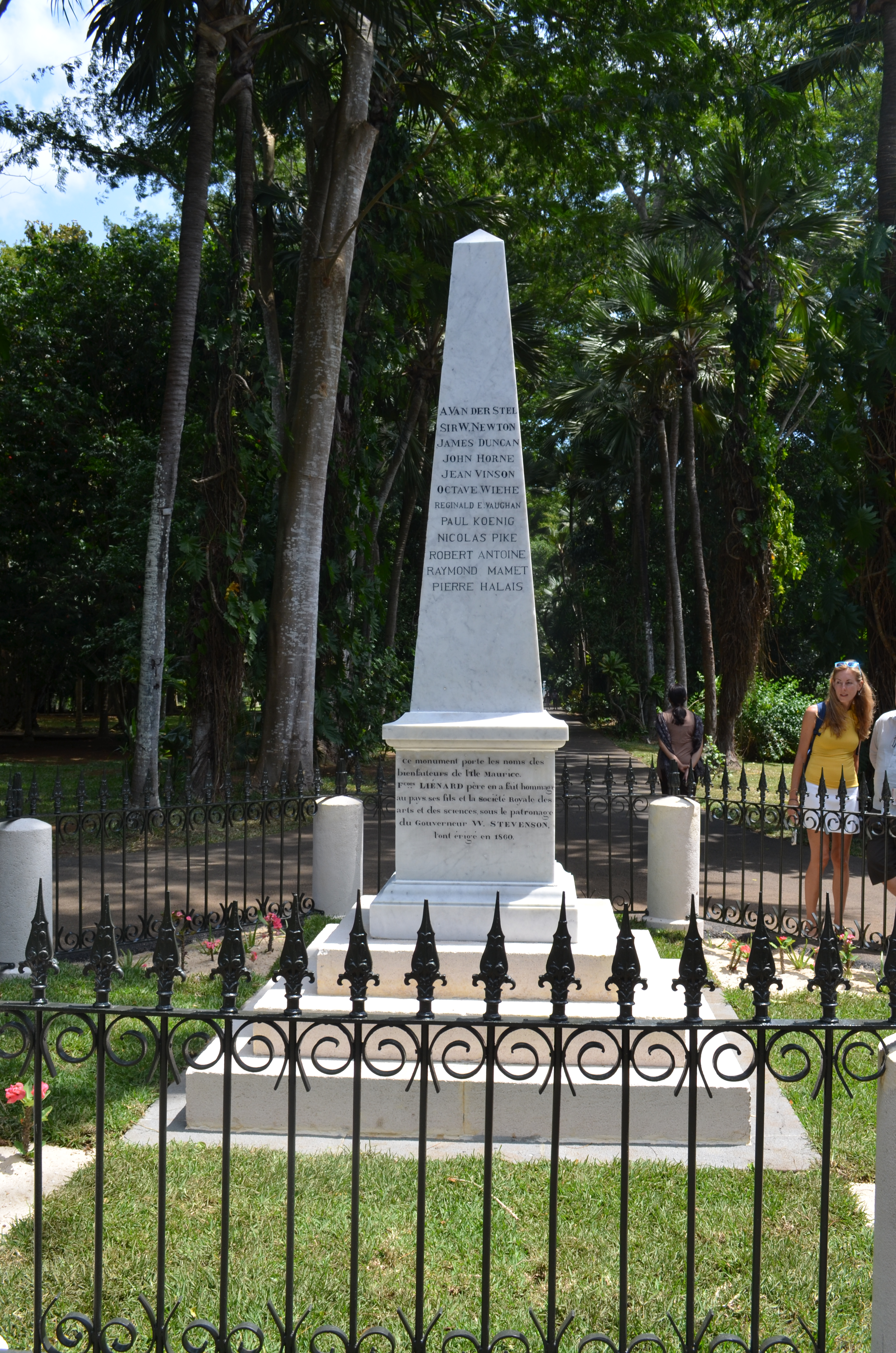
Liénard-Denkmal
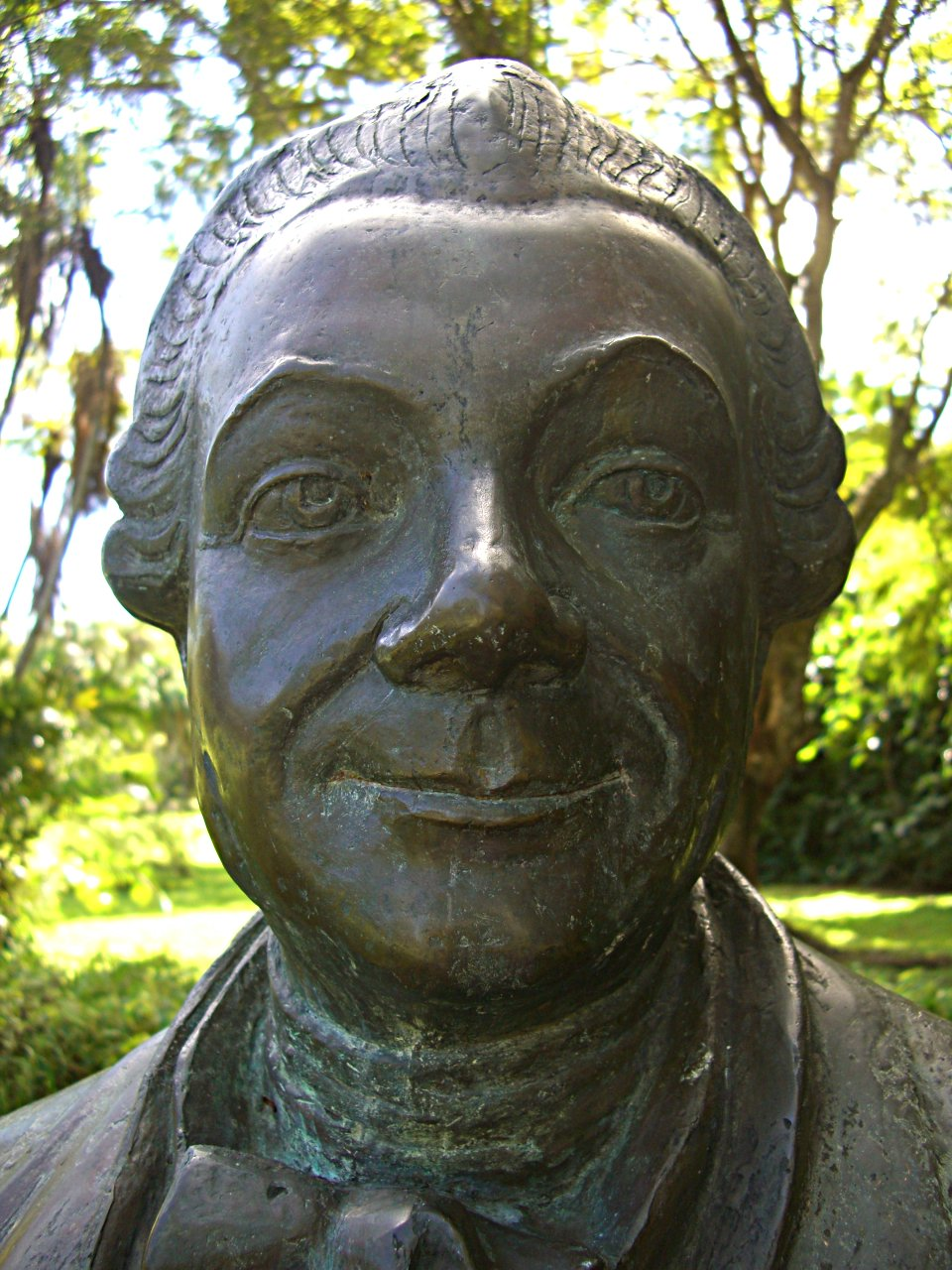
Poivre-Denkmal
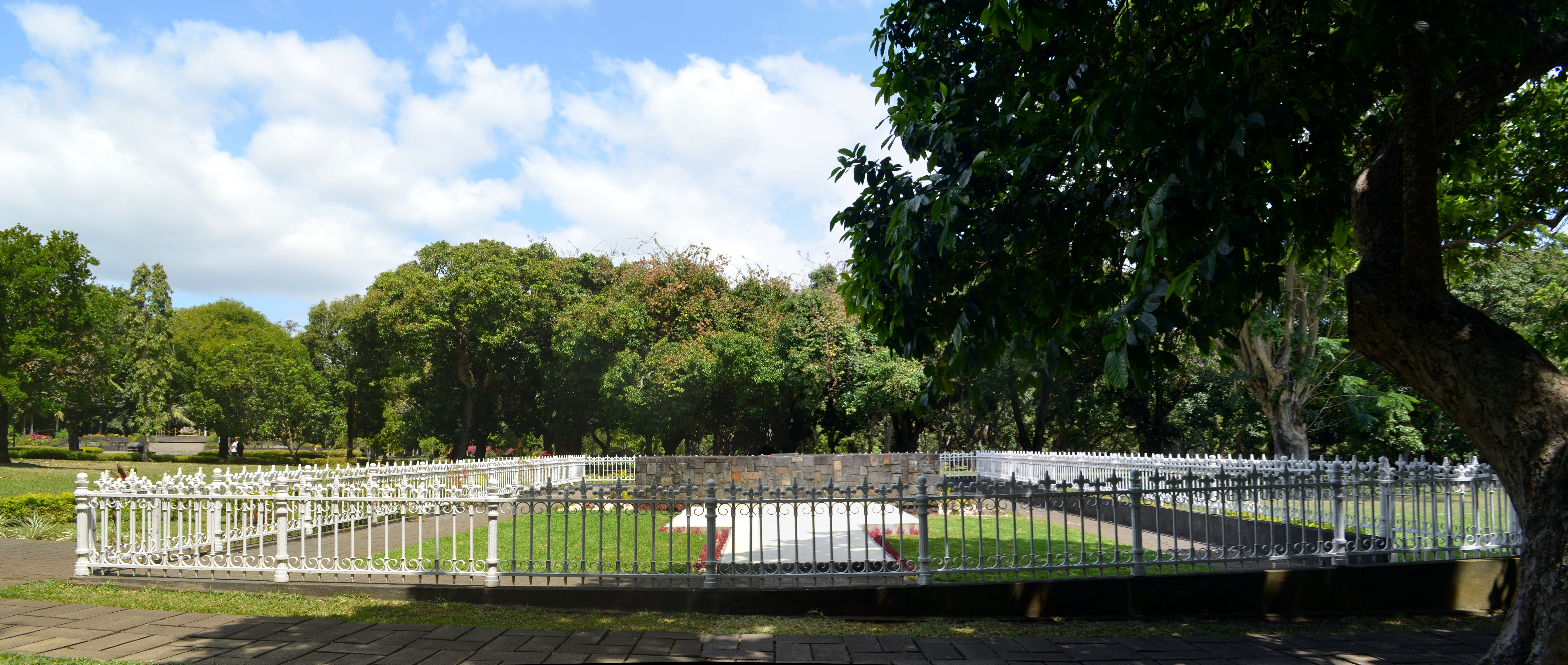
Samadhi Seewoosagur Ramgoolam

## Mon Plaisir

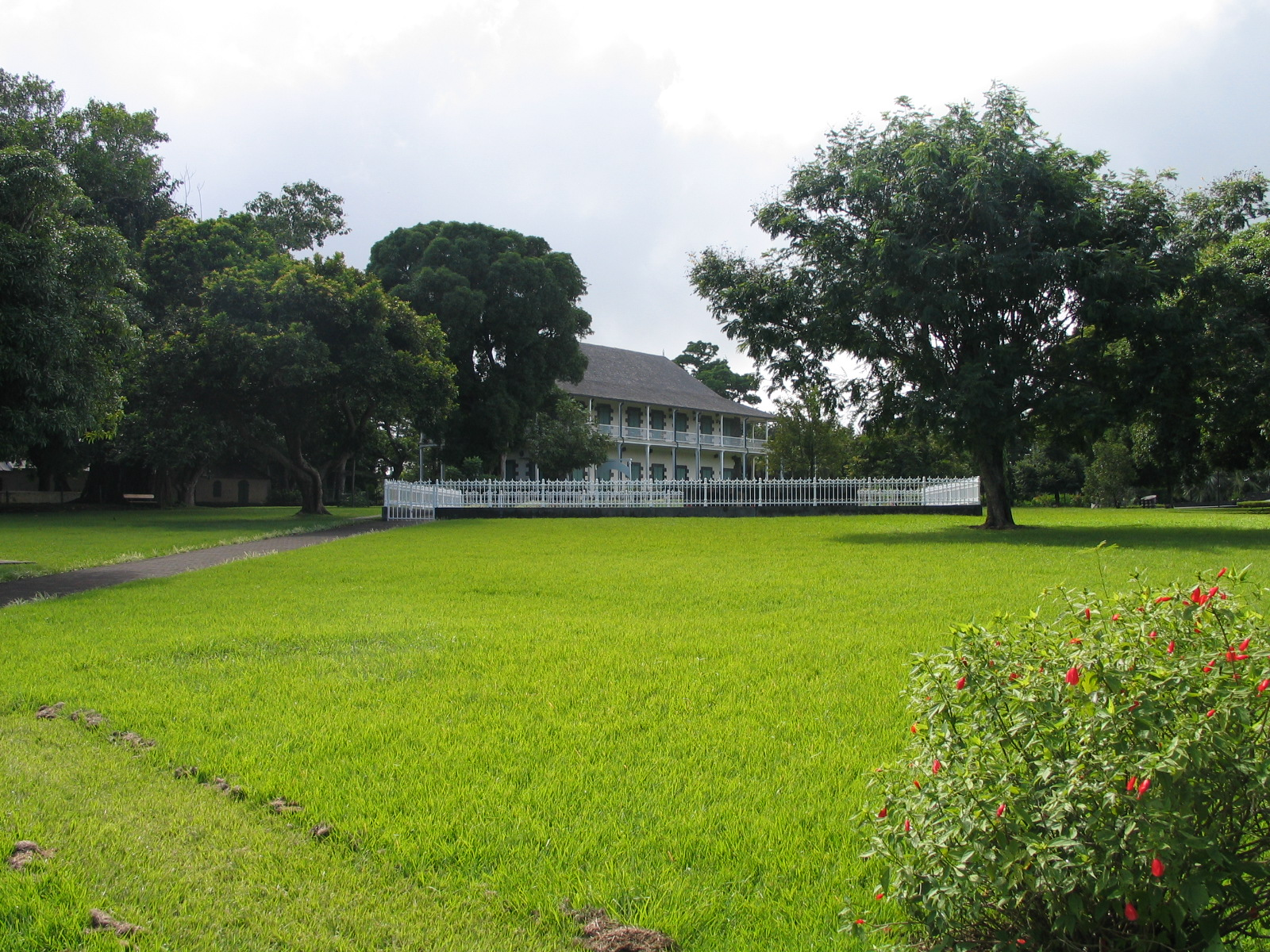
Mon Plaisir

Bertrand François Mahé de La Bourdonnais das Anwesen erwarb, trug es bereits den Namen Mon Plaisir. Das Herrenhaus des Anwesens wurde fortan als Wohnhaus des Gouverneurs genutzt. Mit dem Bau des Château du Réduit (dem heutigen Wohnsitz des Präsidenten von Mauritius) 1748 übernahm dieses diese Funktion. Von dem Haus sind keine Spuren mehr übrig, das gilt auch für ein Nachfolgegebäude, welche unter Desforges Boucher (1759–1767) erbaut wurde. Unter denis Nicolas Foucault (1777–1782) wurde ein neues „Château de Mon Plaisir“ als Holzgebäude errichtet. Auch dieses hatte keine lange Lebensdauer.
Das heutige Gebäude wurde 1820 bis 1823 unter Gouverneur Robert Townsend Farquhar erbaut. Es diente als Wohnsitz des Militärbefehlshabers. 1836 erwarb Adrien d'Epinay das Haus und nutzte es bis 1839. Danach diente es einer Vielzahl von Personen als Wohnhaus, darunter vielen Direktoren des Parks.
1995 wurde das Herrenhaus umfassend saniert und in ein botanisches Museum umgebaut.